# Anosy
Anosy er en region på Madagascar beliggende i den tidligere provins Toliara på den sydøstlige del af øen. Den grænser mod vest til regionen Androy, mod øst til Atsimo-Atsinanana og mod nord til Ihorombe.

## Geografi
Regionshovedstad er byen Tôlanaro (tidligere: Fort-Dauphin) der i 2001 havde 39.000 indbyggere. Anosy havde i 2004 omkring 544.200 indbyggere , på et areal af 25.731 km².

## Inddeling
Region ier inddelt i tre distrikter:
- Amboasary Sud
- Betroka
- Tôlanaro

## Naturreservater
- Nationalpark Andohahela ligger omkring 40 km nordvest for Tôlanaro.
- Naturreservat Cap Sainte Marie ligger 63 km syd for byen Tsihombe (230 km sydvest for Tôlanaro)